# Atletica leggera ai XVII Giochi paralimpici estivi - Salto in lungo T64 femminile
Ai XVII Giochi paralimpici estivi la competizione del salto in lungo femminile T11 si è svolta il giorno 31 agosto 2024 presso lo Stade de France di Parigi.

## Situazione pre-gara

### Record
Prima di questa competizione, il record del mondo, il record paralimpico e i record continentali erano i seguenti.
| Record              | Prestazione    | Atleta                      | Data e luogo                                | Competizione                  |
| ------------------- | -------------- | --------------------------- | ------------------------------------------- | ----------------------------- |
| Record mondiale     | 6,14 m         | Marie-Amelie Le Fur Francia | 11 febbraio 2021 Dubai, Emirati Arabi Uniti |                               |
| Record paralimpico  | 6,11 m         | Marie-Amelie Le Fur Francia | 28 agosto 2021 Tokyo, Giappone              | XVI Giochi paralimpici estivi |
| Record africano     | Record vacante | Record vacante              | Record vacante                              | Record vacante                |
| Record panamericano | 5,57 m         | B Hatz Stati Uniti          | 19 luglio 2024 Miramar, Stati Uniti         |                               |
| Record asiatico     | 5,70 m         | Maya Nakanishi Giappone     | 5 settembre 2020 Kumagaya, Giappone         |                               |
| Record europeo      | 6,14 m         | Marie-Amelie Le Fur Francia | 11 febbraio 2021 Dubai, Emirati Arabi Uniti |                               |
| Record oceaniano    | 5,49 m         | Sarah Walsh Australia       | 11 marzo 2021 Canberra, Australia           |                               |

### Campionesse in carica
Le campionesse in carica a livello mondiale erano le seguenti.
| Campionessa | Atleta                       | Prestazione | Data e luogo                   | Competizione                         |
| ----------- | ---------------------------- | ----------- | ------------------------------ | ------------------------------------ |
| Paralimpica | Fleur Jong (T62) Paesi Bassi | 6,16 m      | 28 agosto 2021 Tokyo, Giappone | XVI Giochi paralimpici estivi        |
| Mondiale    | Fleur Jong (T62) Paesi Bassi | 6,53 m      | 20 maggio 2024 Kōbe, Giappone  | Campionati mondiali paralimpici 2024 |

### La stagione
Prima di questa gara, le atlete con le migliori tre prestazioni mondiali dell'anno erano:
| Pos. | Atleta                              | Prestazione | Data e luogo                        |
| ---- | ----------------------------------- | ----------- | ----------------------------------- |
| 1    | Marlene van Gansewinkel Paesi Bassi | 5,60 m      | 23 giugno 2024 Vught, Paesi Bassi   |
| 2    | B Hatz Stati Uniti                  | 5,57 m      | 19 luglio 2024 Miramar, Stati Uniti |
| 3    | Giuliana Chiara Filippi Italia      | 5,28 m      | 14 giugno 2024 Parigi, Francia      |